# Bente Dahl
Bente Dahl Jensen (født 9. april 1946 i Aarhus) er musikskoleleder og folketingsmedlem, valgt for Det Radikale Venstre i Haderslevkredsen, Røddingkredsen og Løgumklosterkredsen, første gang 8. februar 2005 og genvalgt 13. februar 2007.

## CV

### Personen
Bente Dahl er datter af forretningsindehaver Verner Jensen og forretningsindehaver Oda Jensen. Privat er hun samlevende med virksomhedsrådgiver Erik Persson.